# Erlenbach bei Dahn

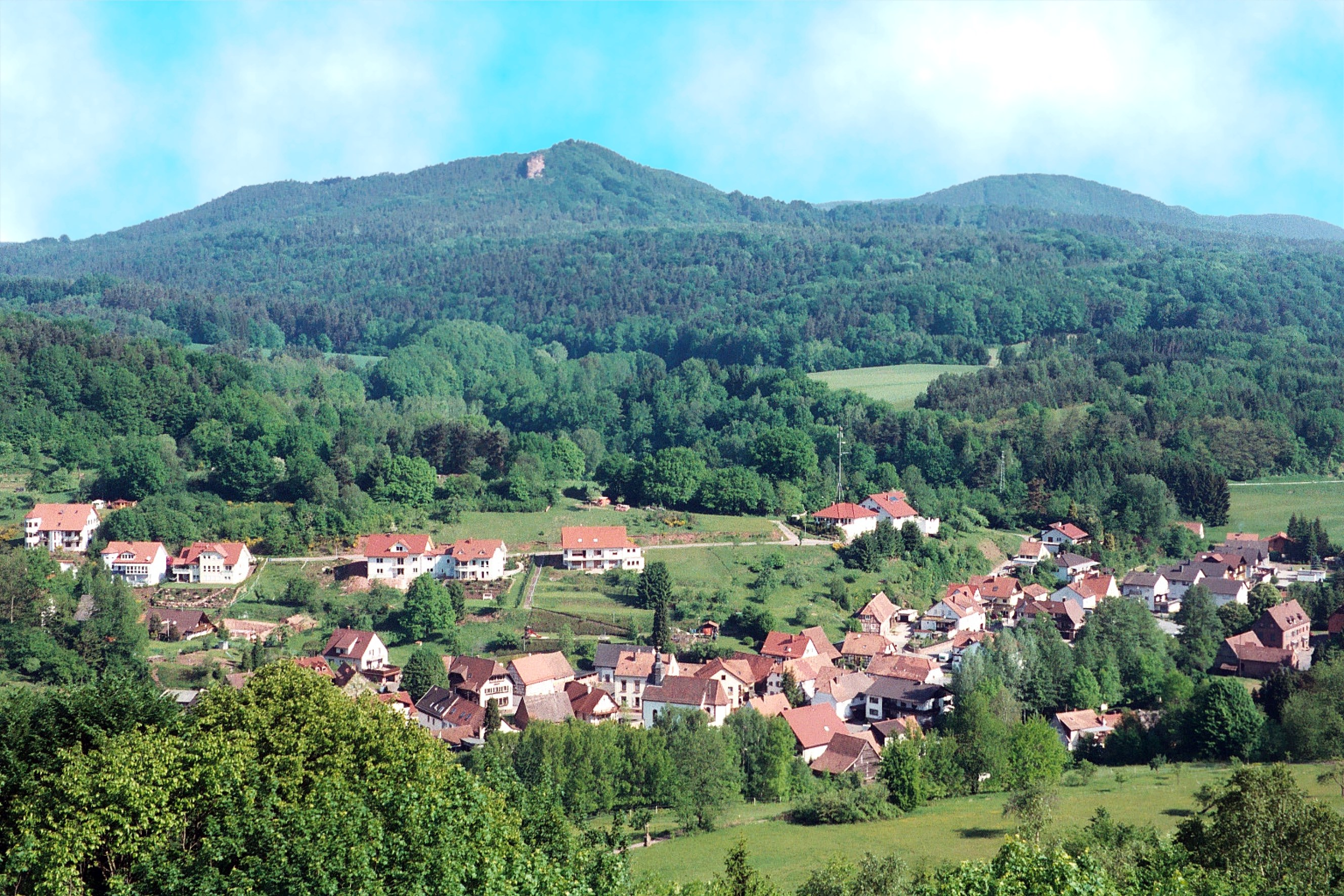
Blick von der Burg Berwartstein auf Erlenbach

Erlenbach bei Dahn ist eine Ortsgemeinde im Landkreis Südwestpfalz in Rheinland-Pfalz. Sie gehört der Verbandsgemeinde Dahner Felsenland an, die ihren Verwaltungssitz in der Stadt Dahn hat und innerhalb derer sie hinsichtlicher ihrer Einwohnerzahl die fünftkleinste Ortsgemeinde darstellt.

## Geographie

### Lage
Erlenbach liegt im deutschen Teil des Wasgaus, wie der Südteil des Pfälzerwaldes auch genannt wird, im sogenannten Dahner Felsenland. 87,6 Prozent der Gemarkungsfläche sind bewaldet.
Zu Erlenbach gehören zusätzlich der Ortsteil Lauterschwan sowie die Wohnplätze Berwartstein und Seehof. Nachbargemeinden sind – im Uhrzeigersinn – Vorderweidenthal, Birkenhördt, Böllenborn, Bobenthal, Niederschlettenbach, Bundenthal, Bruchweiler-Bärenbach und Busenberg.

### Erhebungen
Unmittelbar östlich des Siedlungsgebiets befindet sich der Grünberg. Im Süden der Gemarkung erstreckt sich der insgesamt 402 m ü. NHN hohe Nestelberg, das 304,6 m ü. NHN messende Mückenköpfel und an der Grenze zu Bobenthal das 490 m ü. NHN hohe Hirzeck. Im Osten befinden sich auf Gemarkung der Ortsgemeinde der Kuhnenkopf sowie die Westflanke des 431 m ü. NHN messenden Hohen Kopfes. Im Nordwesten an der Grenze zu Busenberg erstreckt sich der 420 m ü. NHN hohe Heidenberg.

### Gewässer
Der Erlenbach durchfließt in Nord-Süd-Richtung das Siedlungsgebiet; kurz vor Erreichen des letzteren nimmt er von rechts den Eisenbach auf, der größtenteils die Gemarkungsgrenze zu Busenberg bildet. Rund zwei Kilometer östlich des Erlenbachs und westlich von Lauterschwan verläuft in dieselbe Richtung der Portzbach. Letzterer ist auf dem Gemeindegebiet zu mehreren Woogen aufgestaut, darunter befinden sich der Frauenwoog und der Seehofweiher.

## Geschichte
760 wurde der Bach Erlenbach erstmals urkundlich erwähnt. Der Ort selbst wird erst 1348 genannt. Von 1500 bis 1650 gehörte er zur Kurpfalz.
Von 1798 bis 1814, als die Pfalz Teil der Französischen Republik (bis 1804) und anschließend Teil des Napoleonischen Kaiserreichs war, war Erlenbach in den Kanton Dahn eingegliedert. 1815 wurde der Ort Österreich zugeschlagen. Bereits ein Jahr später wechselte Erlenbach in das Königreich Bayern. Ab 1818 war der Ort Bestandteil des Landkommissariat Pirmasens, das 1862 in ein Bezirksamt umgewandelt wurde.
1939 wurde Erlenbach in den Landkreis Pirmasens (ab 1997 Landkreis Südwestpfalz) eingegliedert. Da der Ort sich in der Roten Zone befand wurden die Bewohner mit Beginn des Zweiten Weltkriegs vorübergehend evakuiert. Nach dem Krieg wurde die Gemeinde innerhalb der französischen Besatzungszone Teil des damals neu gebildeten Landes Rheinland-Pfalz. Im Zuge der ersten rheinland-pfälzischen Verwaltungsreform wurde Erlenbach 1972 Teil der neugeschaffenen Verbandsgemeinde Dahner Felsenland zugeordnet.

### Konfessionsstatistik
Mit Stand Juni 2005 waren 65,6 % der Einwohner katholisch und 16 % evangelisch. Die übrige 18,4 % gehörten einer anderen Glaubensgemeinschaft an oder waren konfessionslos. Der Anteil der Protestanten und Katholiken an der Gesamtbevölkerung ist seitdem jährlich um 1 Prozentpunkt gesunken. Mit Stand Dezember 2024 waren von den Einwohnern 44,0 % katholisch und 16,0 % evangelisch; 40,1 % gehörten sonstigen oder keinen Glaubensgemeinschaften an.

### Christentum
Vor Ort befindet sich die katholische Kirche Sankt Maria Himmelfahrt und Ägidius.

### Judentum
Die einst vor Ort ansässige jüdische Gemeinde bezog 1842 eine Synagoge, die inzwischen nicht mehr existiert. Ihre Mitglieder wurden im nahen Busenberg beerdigt. Am 22. Oktober 1940 wurden die in Erlenbach lebenden Juden im Zuge der Wagner-Bürckel-Aktion deportiert. In Reminiszenz an die während des Dritten Reichs deportierten Juden wurden im November 2007 vor Ort Stolpersteine verlegt.

## Politik

### Gemeinderat
Der Gemeinderat in Erlenbach besteht aus acht Ratsmitgliedern, die bei der Kommunalwahl am 9. Juni 2024 in einer Mehrheitswahl gewählt wurden, und dem ehrenamtlichen Ortsbürgermeister als Vorsitzendem.

### Bürgermeister
Dirk Eichberger wurde am 26. März 2016 Ortsbürgermeister von Erlenbach. Bei der Direktwahl am 26. Mai 2019 wurde er mit einem Stimmenanteil von 84,62 % und am 9. Juni 2024 als einziger Bewerber mit 77,2 % jeweils für weitere fünf Jahre in seinem Amt bestätigt.
Eichbergers Vorgänger, der langjährige Ortsbürgermeister Bernd Arnold, war im Februar 2016 verstorben.

### Wappen
| Wappen von Erlenbach bei Dahn | Blasonierung: „In gespaltenem und rechts von Rot und Gold geteiltem Schild oben ein fünfblättriger goldener Erlenzweig, unten auf rotem Dreiberg ein stehender schwarzer Rabe, einen roten Ring im goldenen Schnabel haltend, links in Schwarz auf rotem Grund eine goldene Burg.“ |
| Wappen von Erlenbach bei Dahn | Das Wappen wurde 1950 vom Mainzer Innenministerium genehmigt. |

### Gemeindepartnerschaften
Mit der thüringischen Landstadt Gefell existiert eine Partnerschaft.

## Kultur

### Kulturdenkmäler

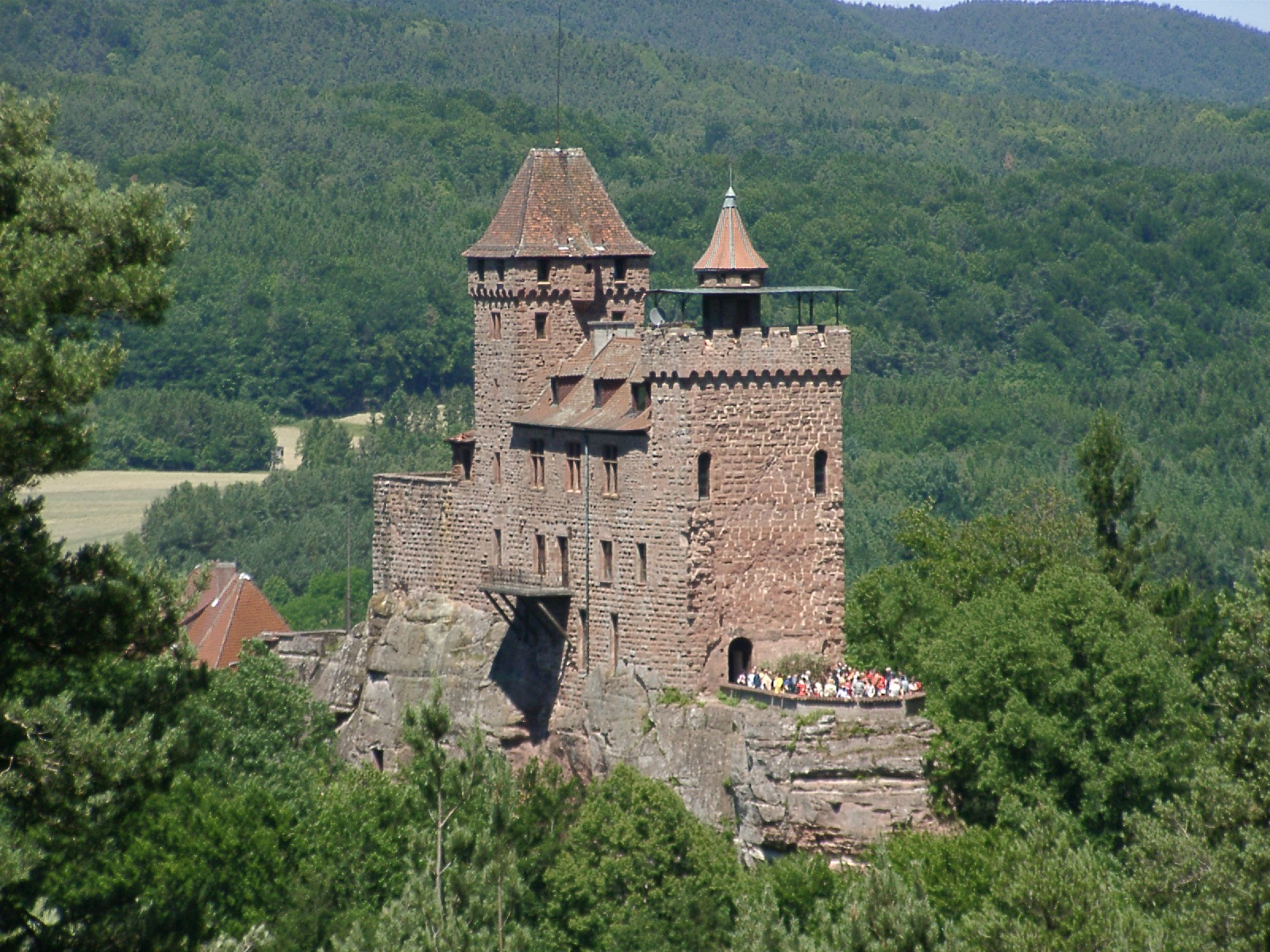
Burg Berwartstein

Die auf Gemarkung der Ortsgemeinde befindlichen Burgen Berwartstein und Klein-Frankreich sind als Denkmalzonen ausgewiesen.
Erstere ist die einzige in der Gegenwart bewohnte Burg im Wasgau. Vermutlich um 1000 gebaut, wurde sie 1152 erstmals urkundlich erwähnt, als sie von Kaiser Friedrich Barbarossa dem damaligen Speyerer Bischof Günther von Henneberg zum Geschenk gemacht wurde. Nach mehreren Zerstörungen und Wiederaufbauten wurde sie in der heutigen Form um 1900 wiederhergestellt. Klein-Frankreich bildete einen sogenannten „Geschützturm“ und diente als Vorwerk von Berwartstein.
Hinzu kommen insgesamt 15 Einzelobjekte, die unter Denkmalschutz stehen.

### Natur
Erlenbach liegt im Naturpark Pfälzerwald, der wiederum Bestandteil des Biosphärenreservats Pfälzerwald-Vosges du Nord ist. Die am Heidenberg befindliche Felsformation Buchkammer ist als Naturdenkmal ausgewiesen. Auf Gemarkung der Gemeinde befindet sich zudem der Ritterstein 29. Er trägt die Aufschrift Ehem. Bleierzgrube und liegt im Portzbachtal.

## Wirtschaft und Infrastruktur

### Verkehr

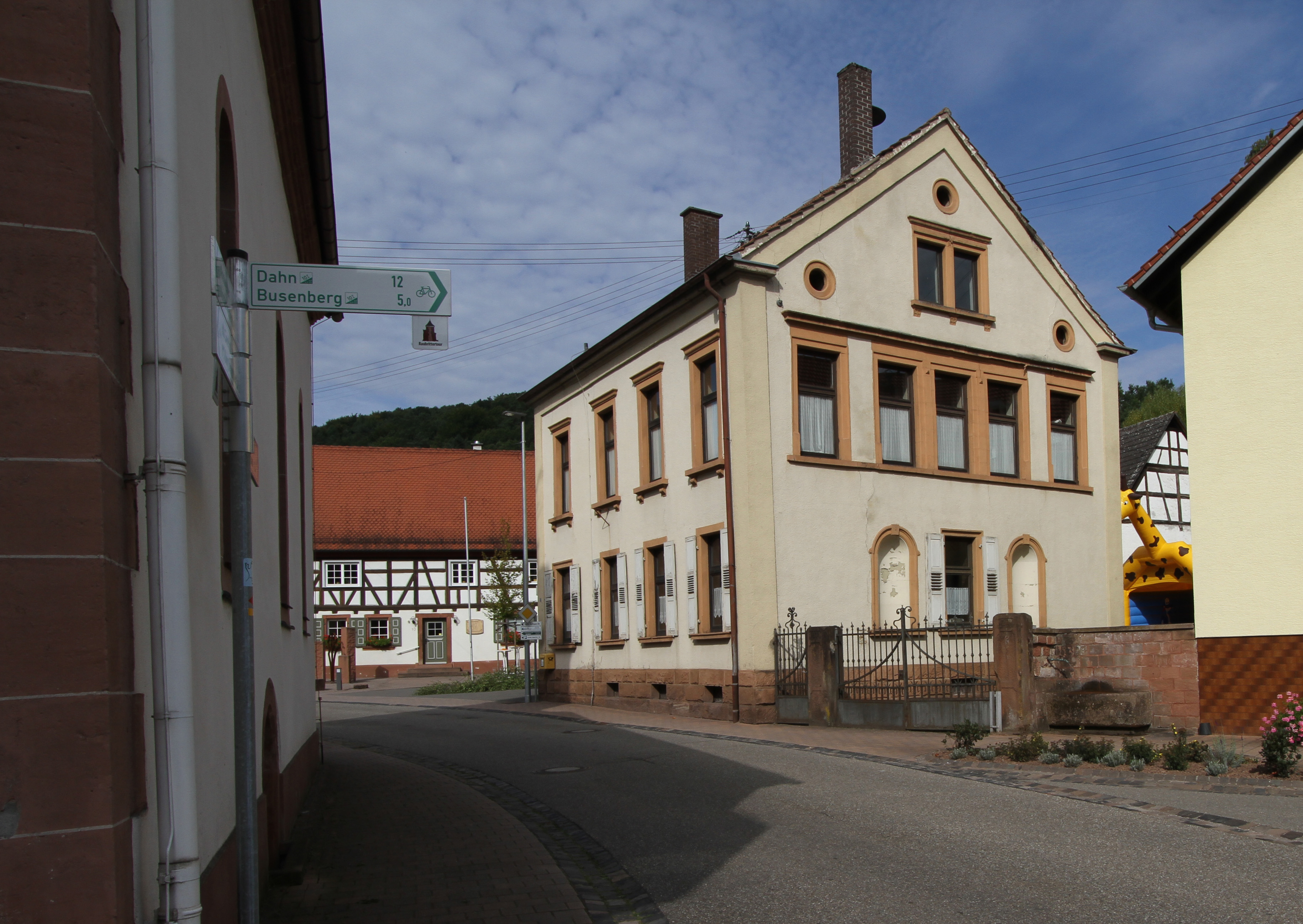
Landesstraße 490 innerhalb von Erlenbach bei Dahn

Durch den Kernort verläuft in Nord-Süd-Richtung die Landesstraße 490 und durch Lauterschwan die Bundesstraße 427. Die nächstgelegene Autobahn ist die A 65 im Osten. Die Kreisstraße 50 verbindet den Kernort mit der Burg Berwartstein.
Die Ortsgemeinde ist über die Buslinien 525 und 545 des Verkehrsverbundes Rhein-Neckar, die sie einerseits mit Bad Bergzabern sowie mit Dahn und mit Annweiler am Trifels andererseits verbinden.

### Tourismus
Über Erlenbach verläuft außerdem die Südroute der Pfälzer Jakobswege. Durch die Gemeinde führt außerdem der Prädikatswanderweg Pfälzer Waldpfad; dabei bildet sie ein Etappenziel zwischen Dahn und Schweigen-Rechtenbach. Hinzu kommen der mit einem blauen Balken markierte Fernwanderweg Staudernheim–Soultz-sous-Forêts, der mit einem gelben Balken gekennzeichnete Fernwanderweg Pirmasens–Belfort sowie ein weiterer Wanderweg, der mit einem blau-gelben Balken markiert ist, der von Lauterecken bis nach Sankt Germanshof verläuft und ein solcher, der mit einem roten Punkt markiert ist.

## Persönlichkeiten

### Söhne und Töchter der Gemeinde
- Emma Mahner-Mons (1879–1965), Autorin

### Personen, die vor Ort gewirkt haben
- Heinrich Voit (1834–1914), Orgelbauer, stattete im Jahr 1900 die örtliche katholische Kirche mit einer erhaltenen und zwischenzeitlich restaurierten Orgel aus.